# 知行
知行（ちぎょう）とは、日本の中世・近世において、領主が行使した所領支配権を意味する歴史概念。平安時代から「知行」の語が使用され始め、以降、各時代ごとに「知行」の意味する範囲は微妙に変化していった。日本の歴史上の領主はヨーロッパの農奴制における領主のように無制限に所領の土地と人民を私有財産として所有したのではなく、徴税権・支配権にかかわる一定の権利義務の体系を所持した存在であった。この体系が知行であり、日本史における領主階層のあり方を理解する上で、知行の概念の理解は欠かせない。

## 沿革

### 知行概念の発生
9世紀・10世紀頃、統治体制が律令制的な枠組みから、新興階層の富豪層である田堵などに依存した名体制と呼ばれる分権的な体制へ変質していき、11世紀になるとこの流れに、各々の国内の荘園・国衙領への一律的な課税（一国平均役）の動きが加わり、荘園と郡、郷、保に再編成された国衙領を個々の収取単位とする体制（荘園公領制）が成立した。すると、新たにこれらの収取単位を管理し、紛争処理に携わる「領主」という階層が登場するようになり、領主は所領に対して支配権を行使することで、年貢・公事・夫役といった収益を得ていった。このとき、領主が行使した支配権は、知行（ちぎょう）・領知（りょうち）・領掌（りょうしょう）・進止（しんし）などと呼ばれた。
ただし、この当時、領主が行使し得た支配権は決して一様ではなく、領主の地位・身分などによって大きな差があり、一口に「知行」と言っても多様なあり方があった。小は個々の荘園や国衙領を分割編成した名田を百姓身分の名主が知行した。さらに荘園や、郡・郷・保を単位とする国衙領は荘園領主や国司（受領）に任命された荘官・郡司・郷司・保司らが知行して治安維持、租税徴収に当たり、この地位にはしだいに武士が任命されることが多くなって鎌倉時代の地頭につながっていく。さらにその上には荘園領主としていくつもの荘園を知行し、また後述の知行国の形で一国の公領もろとも知行する摂関家や官寺に代表される権門が君臨した。知行や領主とはこのように重層的な体制を構成していたのである。
平安中期頃になると、高級貴族や有力寺社（権門勢家）が、ある国の租税収取権を掌握し、国司を自由に任命する権利を得るようになった。これは知行権が一国単位に拡大したものであり、こうした国を知行国といった。知行国は平安後期に急激に増加した。
中世を通して、所領支配を指して知行・領知・領掌・進止などと呼ぶ慣習は続いていった。これらの語の指し示す範囲については、大きく2つの見解に分かれている。1つは、いずれも領主による所領支配を表していたとする考えである。もう1つは、中世史料を詳細に検討した結果、進止の語が土地支配を意味するのに対し、知行の語は土地からの収益処分を指すものとした見解である。後者には異論も出されているが、この見解に従えば、中世期の支配・収取のあり方をより具体的に理解することができる。

### 知行概念の変質
中世期の特徴は、土地の支配権および収益権をめぐって、中央貴族や有力寺社、在地領主・地頭・名主など様々な主体が入り組みながら重層的な権利関係を形成している点にあった（これを職の体系という）。しかし、鎌倉時代後期頃から、主に地頭によって、重層的な関係を解消し、一元的な支配体系が指向されるようになっていった。このような一元的支配を一円知行というが、こうした動きは室町時代に入ると一層加速していき、守護大名による守護領国制が形成され、さらに戦国時代の戦国大名による大名領国制へ発展していった。
その中で、様々な主体が担っていた所領支配は、武士の手中へと収まっていき、「知行」の語は、武士が主君から給付・安堵（保証）された所領を意味するようになった。知行面積＝知行高は、主君が武士に賦課する軍役の基準となり、その知行高の算出は、戦国期においては貫高により表された。江戸時代になると、知行高は石高で示された（一部では永法や半石半永法も用いられた）。平和で安定したこの時代、知行高は、厳格な体系を持つ武士内部の身分指標の役割を持つようになった。

### 消滅
明治維新を迎えると、武士による土地・収取支配の廃止、天皇主権を立憲主義的に導入した大日本帝国憲法の制定など、国家近代化の進展に伴い知行の概念は消滅した。